# 米西里亚克
米西里亚克（法語：Missiriac，法語發音：[misiʁjak]）是法国莫尔比昂省的一个市镇，属于瓦讷区。

## 地理
米西里亚克（47°50'9"N, 2°21'3"W）面积13.47 平方千米，位于法国布列塔尼大區莫尔比昂省，该省份为法国西北部沿海省份，位于布列塔尼半岛南部，北起阿摩尔滨海省、西接菲尼斯泰尔省，南濒大西洋，东南接大西洋卢瓦尔省，东临伊勒-维莱讷省。
与米西里亚克接壤的市镇（或旧市镇、城区）包括：卡罗、吕菲亚克、乌斯特河畔圣洛朗、圣孔加尔、马莱特鲁瓦、圣马塞尔。

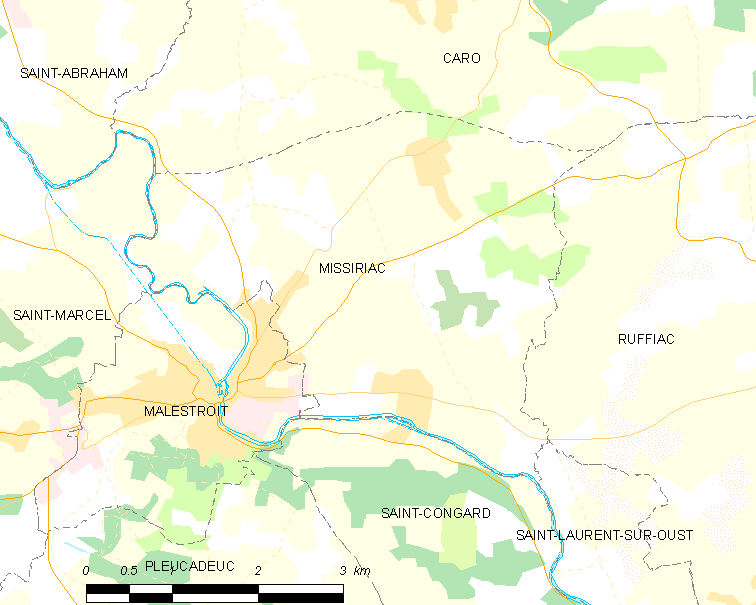
米西里亚克的OSM定位图

米西里亚克的时区为UTC+01:00、UTC+02:00（夏令时）。

## 行政
米西里亚克的邮政编码为56140，INSEE市镇编码为56133。

## 政治
米西里亚克所属的省级选区为莫雷阿克县。

## 人口

1962-2008年间米西里亚克人口变化图示

米西里亚克于2022年1月1日时的人口数量为1192人。